# 프레드 콜러 주니어

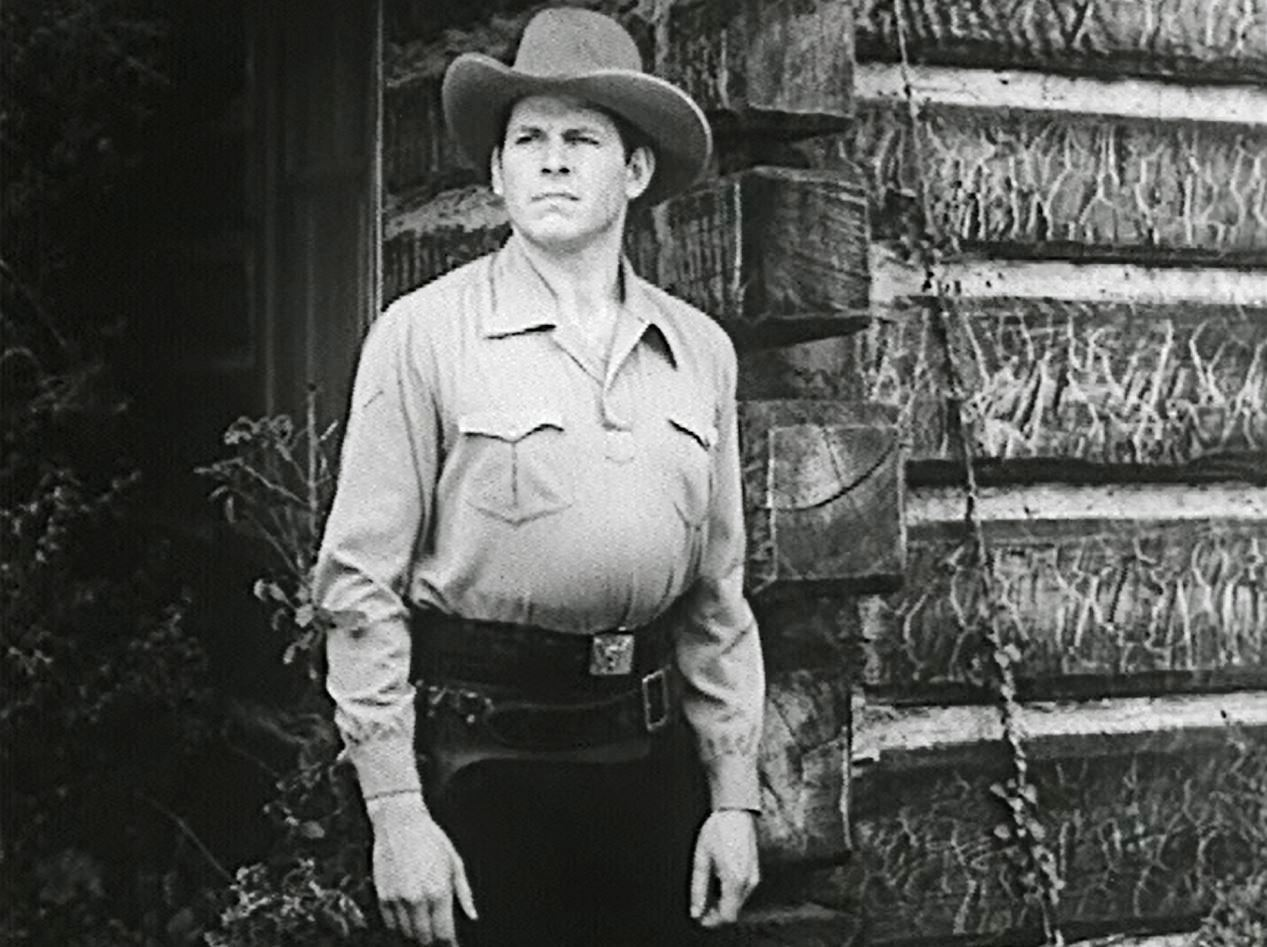

프레드 콜러 주니어(Fred Kohler Jr., 1911년 7월 8일 ~ 1993년 1월 7일)는 미국의 배우, 텔레비전 배우이다.
로스앤젤레스에서 태어났으며 스코츠데일에서 사망하였다.

## 영화
- 허클베리 핀의 모험 (1960년)
- 십계 (1956년)
- 삼총사의 아들 (1952년)
- 투 로스트 월드 (1951년)
- 전사의 용기 (1951년)
- 프렌치맨스 크리크 (1944년)
- 럭키 조단 (1942년)
- 딕 트레이시 대 범죄 주식회사 (1941년)
- 링컨 (1939년)
- 상어섬의 죄수 (1936년)
- 피그스킨 퍼레이드 (1936년)
- 플래쉬 고든 (1936년)
- 굽이도는 증기선 (1935년)
- 파리 인 스프링 (1935년)